# Marius-Vasile Cozmiuc
Marius-Vasile Cozmiuc (ur. 7 września 1992 w Suczawie) – rumuński wioślarz, srebrny medalista mistrzostw świata, czterokrotny srebrny medalista mistrzostw Europy.

## Igrzyska olimpijskie
Na igrzyskach zadebiutował w 2012 roku w Londynie. Wziął udział w czwórce bez sternika z Georgem Palamariu, Cristim Iliem Pîrghiem i Florinem Curueą. W eliminacjach zajęli drugie miejsce, zaś w półfinale dopłynęli na szóstym miejscu, co dało możliwość startu w finale B. Tam zajęli ostatnie, szóste miejsce i zostali sklasyfikowani w końcowej klasyfikacji na 12. pozycji. Cztery lata później w Rio de Janeiro wystąpił w czwórce bez sternika. W pierwszym wyścigu zajęli czwarte miejsce, co dało jedynie udział w repasażach, lecz tam zakończyli rywalizację na ostatnim, czwartym miejscu.